# Белан, Адам
А́дам Е́жи Бе́лан (пол. Adam Jerzy Bielan, 12 сентября 1974 года, Гданьск) — польский политик, депутат Сейма III и IV созывов, заместитель председателя Европейского парламента в 2007—2009 годах. С 2021 года лидер Республиканской партии.

## Биография
Закончил Общеобразовательный лицей № 9 в Гданьске, затем поступил в Высшую школу экономики Варшавы (пол. Szkoła Główna Handlowa), где изучал международные отношения. Однако обучение не завершил.
В 1996—1998 был председателем Независимого объединения студентов (пол. Niezależne Zrzeszenie Studentów). С 1999 до 2000 года занимал пост заместителя председателя международной студенческой организации «Европейские демократические студенты» (англ. European Democrat Students).
В 1997 был избран по партийным спискам коалиции «Избирательная Акция Солидарность» (пол. Akcja Wyborcza Solidarność) депутатом Сейма III созыва. В Сейме входил во фракции Консервативной народной партии (пол. Stronnictwo Konserwatywno-Ludowe) в 1998—2001 годах и Консервативной партии (пол. Przymierze Prawicy) в 2001—2002 годах. В 2002 стал членом партии «Право и справедливость»; в круг его обязанностей входили связи партии с прессой. В 2001 году повторно был избран в Сейм по спискам «Права и справедливости» от избирательного округа Хшанув.
В 2004 был избран в Европейский парламент от Малопольского и Свентокшиского воеводств. В Европейском парламенте присоединился ко фракции «Союз за Европу наций». 16 января 2007 стал заместителем председателя Европейского парламента VI созыва. В 2009 году успешно переизбран в Европейский парламент по мазовецкому избирательному округу.
В 2015 году был избран в Сенат Польши от партии «Право и справедливость». В Сенате занимал пост вице-маршала.
В 2017 году вступил в партию «Согласие». От неё в 2019 был во второй раз избран в Европарламент.
В 2021 году стал лидером Республиканской партии.
Кавалер украинского ордена «За заслуги» 3 степени (2008).